# Alsórákos község
Alsórákos község (románul: Comuna Racoș) község Brassó megyében, Romániában. Központja Alsórákos, hozzá tartozik Mátéfalva.

## Népessége
A 2011-es népszámlálás adatai alapján a község népessége 3336 fő volt.